# Rachel Nicol
Rachel Nicol (Regina, 16 februari 1993) is een Canadese zwemster.

## Carrière
Bij haar internationale debuut, op de Pan-Amerikaanse Spelen 2015 in Toronto, veroverde Nicol de bronzen medaille op de 100 meter schoolslag. Op de 4x100 meter wisselslag sleepte ze samen met Dominique Bouchard, Noemie Thomas en Chantal van Landeghem de zilveren medaille in de wacht. Op de wereldkampioenschappen zwemmen 2015 in Kazan werd de Canadese uitgeschakeld in de halve finales van zowel de 50 als de 100 meter schoolslag. Samen met Dominique Bouchard, Katerine Savard en Sandrine Mainville eindigde ze als zesde op de 4x100 meter wisselslag. Op de gemengde 4x100 meter wisselslag zwom ze samen met Russell Wood, Noemie Thomas en Karl Krug in de series, in de finale eindigde Wood samen met Richard Funk, Katerine Savard en Sandrine Mainville op de achtste plaats.

## Internationale toernooien
| Jaar | Olympische Spelen | WK langebaan                                                                             | WK kortebaan | PanPacs | Gemenebestspelen | Pan-Ams                             |
| ---- | ----------------- | ---------------------------------------------------------------------------------------- | ------------ | ------- | ---------------- | ----------------------------------- |
| 2015 |                   | 10e 50m schoolslag 11e 100m schoolslag 6e 4x100m wisselslag 7e 4x100m wisselslag gemengd |              |         |                  | 100m schoolslag · 4x100m wisselslag |

## Persoonlijke records
Bijgewerkt tot en met 9 april 2016
Kortebaan
| Afstand         | Tijd    | Datum            | Plaats        |
| --------------- | ------- | ---------------- | ------------- |
| 50m schoolslag  | 31,31   | 25 augustus 2009 | Charlottetown |
| 100m schoolslag | 1.07,91 | 27 augustus 2009 | Charlottetown |
| 200m schoolslag | 2.25,69 | 26 augustus 2009 | Charlottetown |

Langebaan
| Afstand         | Tijd    | Datum           | Plaats  |
| --------------- | ------- | --------------- | ------- |
| 50m schoolslag  | 30,86   | 9 augustus 2015 | Kazan   |
| 100m schoolslag | 1.06,88 | 7 april 2016    | Toronto |
| 200m schoolslag | 2.27,04 | 9 april 2016    | Toronto |